# Rodès
Rodès er en by og kommune i departementet Pyrénées-Orientales i Sydfrankrig.

## Geografi
Rodès ligger i det frodige landskab Ribéral ved floden Têt. Mod vest ligger Vinça (4 km) og mod øst Bouleternère (4 km) og Perpignan (31 km).

## Demografi

### Udvikling i folketal
| 1962                                                              | 1968 | 1975 | 1982 | 1990 | 1999 | 2007 | 2012 | 2017 |
| ----------------------------------------------------------------- | ---- | ---- | ---- | ---- | ---- | ---- | ---- | ---- |
| 393                                                               | 401  | 340  | 347  | 407  | 509  | 597  | 626  | 619  |
| Tal fra og med 1962 er uden dobbelttælling (sans doubles comptes) |      |      |      |      |      |      |      |      |